# Phialastrum
Phialastrum är ett släkte av svampar. Phialastrum ingår i familjen jordstjärnor, ordningen Geastrales, klassen Agaricomycetes, divisionen basidiesvampar och riket svampar.
|             | Geastrum                               |
|             |                                        |
|             | Radiigera                              |
|             |                                        |
|             | Sphaerobolus                           |
|             |                                        |
|             | Nidulariopsis                          |
|             |                                        |
|             | Geasteroides                           |
|             |                                        |
|             | Myriostoma                             |
|             |                                        |
|             | Schenella                              |
|             |                                        |
| Phialastrum | \| \| Phialastrum barbatum \| \| \| \| |
|             | \| \| Phialastrum barbatum \| \| \| \| |
|             | Phialastrum barbatum                   |
|             |                                        |

|  | Phialastrum barbatum |
|  |                      |